# 笠原ゴーフォワード
笠原ゴーフォワード（かさはらゴーフォワード、1989年5月23日 - ）は、日本のピン芸人である。吉本興業東京本社所属。本名、笠原 卓（かさはら すぐる）。福岡県出身。

## 来歴
小学3年生からラグビーを始めて、筑紫高校卒業後、明治大学に入学。明治大学ラグビー部に入部。なお現役時代のポジションはフランカー(FL)。
明治大学卒業後、会社員として働いていたが、2014年、NSC東京校20期になる。翌2015年、阿比留達也、堤亮太とお笑いトリオ『パイソンズ』を結成したものの、2018年末をもって解散。
2019年、ピン芸人に転向して現芸名に変更。同年、ノーサイド・ゲームに出演。

## エピソード
- 芸名の『ゴーフォワード』は明治大学ラグビー部のスタイルからとった。

## 出演

### バラエティ
- ぴったんこカン・カン（TBS）

### ドラマ
- 今日から俺は!!（日本テレビ）
- ノーサイド・ゲーム（TBS）